# Dronningens Livregiment
Dronningens Livregiment (dobesedno slovensko Kraljičin telesni polk) je bil pehotni polk Kraljeve danske kopenske vojske.

## Zgodovina
Polk je bil ustanovljen leta 1657 v času vladavine kralja Frederika III. Danskega. Leta 2000 je polk prenehal obstajati, ko se je s Slesvigske Fodregiment združil v novoustanovljeni Prinsens Livregiment.